# 플라뇌르

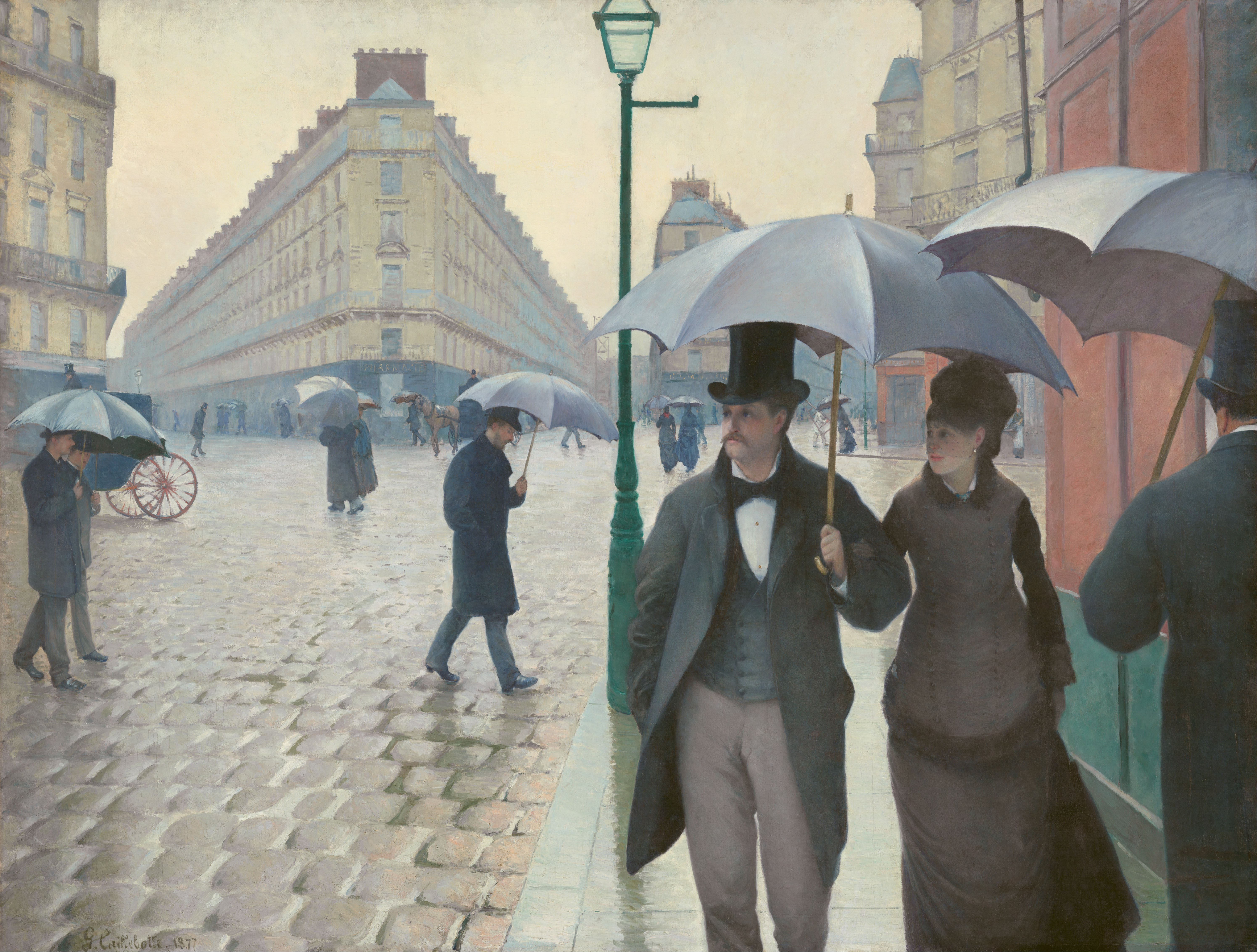
귀스타브 카유보트가 그린 《파리의 거리, 비오는 날》

플라뇌르(프랑스어: Flâneur)는 배회자, 산책자, 활보자, 보행자 또는 어슬렁거리며 돌아다니는 사람이라는 뜻을 가진 프랑스어 명사로, 몇 가지 미묘한 뜻이 덧붙여져 사용되고는 한다. 대개 남성으로 묘사되는 플라뇌르는 도시의 풍요와 모더니티를 나타내는 모호한 인물로, 산업화된 현대 사회의 관찰자로서 사회와 거리를 두고 목적지 없이 배회하고, 경험하며, 이해하는 존재로 설명될 수 있다.

## 명칭
목적없이 배회하다를 뜻하는 고대 노르드어 동사 flana에서 유래했다.
유사한 뜻의 명사로는 boulevardier가 있으며, 플라뇌르와 연관된 모든 것들을 포함한 산책하는 행위를 나타낼 때는 Flânerie를 사용한다.
불어의 국어 표기법에 근거하여 플라뇌르로 표기된다. 불어에서 'â'는 'a'와 'o' 사이의 중간 발음으로, 'e'는 발음하지 않기 때문에, Flâneur를 한국어로 표기했을 때 'ô'를 '어'에 가까운 소리로 발음할 수 있다. 불어 특성상 정확한 번역어를 찾기 어려우나, 산책자 혹은 산보객 등으로 옮기는 것이 일반적이다.

## 건축학에서
플라뇌르의 개념은 건축과 도시 계획 분야의 심리지리학에서도 비중 있게 다뤄지며, 보행 중 우연히 경험하는 특정한 디자인에 간접적 혹은 의도치 않은 영향을 받는 사람들을 말한다.
발터 벤야민은 플라뇌르의 개념을 분석 도구와 삶의 방식으로 여겼다. 맑스주의적인 관점에서, 플라뇌르가 산업혁명과 더불어 전례 없는 현대 생활의 산물이라 여겼으며, 관광객의 출현과 유사한 현상이라고 분석했다. 그의 플라뇌르는 무관심하지만 매우 예민한 부르주아 지식인으로 묘사된다. 벤야민은 산책을 통해 파리를 사회학적, 미학적으로 관찰하고 기록했다. 벤야민의 미완성작 아케이드 프로젝트의 제목 역시 상점가에 대한 그의 애착에서 비롯되었다.

## 같이 보기
- 유미주의
- 퇴폐주의
- 부랑자